# Mladen Bajić
Mladen Bajić (Split, 28. prosinca 1950.) hrvatski je pravnik. Od 2002. do 2014. obnašao je dužnost Glavnog državnog odvjetnika Republike Hrvatske. Nakon razrješenja te dužnosti, nastavlja raditi kao zamjenik Glavnog državnog odvjetnika Republike Hrvatske.

## Životopis
Rođen je 28. prosinca 1950. u Splitu gdje je pohađao osnovnu školu Đermano Senjanović, današnja Varoš, u koju je išao i tri godine mlađi Ivo Sanader, koji će 2003. godine postati Predsjednik vlade RH.  Bajić je u Splitu 1975. završio Pravni fakultet, nakon čega se zaposlio u Okružnom javnom tužilaštvu u Dubrovniku, te potom u Splitu kao javnotužilački pripravnik i stručni suradnik.
Imenovan je zamjenikom splitskog općinskog javnog tužitelja 1979. godine. Radio je isključivo na kaznenim predmetima gospodarskog kriminaliteta u Odjelu za gospodarski kriminalitet. Prije isteka prvog osmogodišnjeg mandata, 1987., imenovan je za zamjenika u Okružnom javnom tužilaštvu u Splitu.
Od 1992. do 1996. radio je kao zamjenik vojnog tužitelja u splitskom Vojnom tužiteljstvu. Odlikovan je Spomenicom Domovinskog rata te medaljama Ljeto '95 i Oluja. Nakon završetka Domovinskog rata radi kao zamjenik županijskog državnog odvjetnika u Splitu, a u kolovozu 2001. imenovan je splitskim županijskim državnim odvjetnikom. 
Sabor je izabrao Mladena Bajića na četverogodišnji mandat 2002.u na poziv Račanove koalicijske vlade, zamijenivši njegova prethodnika Radovana Ortynskog. Sabor je Mladena Bajića ponovno izabrao za glavnog državnog odvjetnika dva puta, 2006. i 2010. 2014. godine ga zamjenjuje Dinko Cvitan, njegov dugogodišnji suradnik, kojega je Mladen Bajić 2005. godine imenovao za ravnatelja Ureda za suzbijanje korupcije i organiziranog kriminaliteta (USKOK).
S prestankom mandata Glavnog državnog odvjetnika, ostaje Mladen Bajić do daljnjega na funkciji zamjenika Glavnog državnog odvjetnika RH.
Za njegova mandata na čelu DORH-a promijenila su se dvojica predsjednika Republike, četiri premijera i šest ministara unutarnjih poslova. 

## Vanjske poveznice
- Životopis Mladena Bajića  Arhivirana inačica izvorne stranice od 4. srpnja 2009. (Wayback Machine)
- Odvjetnik koji je pomaknuo civilizacijske zidove  Arhivirana inačica izvorne stranice od 31. ožujka 2012. (Wayback Machine)
- Od pripravnika u Dubrovniku do Zagreba  Arhivirana inačica izvorne stranice od 4. studenoga 2012. (Wayback Machine)